# 21811 Burroughs
21811 Burroughs è un asteroide della fascia principale. Scoperto nel 1999, presenta un'orbita caratterizzata da un semiasse maggiore pari a 3,1715903 UA e da un'eccentricità di 0,1182617, inclinata di 5,13542° rispetto all'eclittica.
È dedicato allo scrittore Edgar Rice Burroughs (1875-1950).